# ريزدنت إيفل 4 اتش دي بروجكت
ريزدنت إيفل 4 اتش دي بروجكت هي نسخة معدلة للعبة رعب البقاء ريزدنت إيفل 4 . تم إنشاؤه بواسطة الثنائي ألبرت مارين وكريس موراليس  والغرض الاساسي من المشروع هو تحديث الإصدار الأصلي إلى أعلى مستوى ممكن وتقديم «تجربة رسومية نهائية». بدء التخطيط للتعديل في عام 2008، بدأ تطويرها بعد فترة وجيزة من إصدار الكمبيوتر الشخصي للعبة في عام 2014 واستمر خلال السنوات السبع التالية. تم إصداره بالكامل في 2 فبراير 2022.  تلقى التعديل استقبالًا إيجابيًا بالإجماع من النقاد نظرًا لدقته الشديدة والاهتمام بالتفاصيل.

## قصة اللعبة
يتحكم اللاعبون بالعميل الأمريكي ليون كينيدي في مهمة لإنقاذ آشلي جراهام، ابنة رئيس الولايات المتحدة، من قرية إسبانية يهيمن عليها لوس إلومينادوس وهي طائفة عنيفة تعبد طفيليًا قديمًا.

## روابط خارجية
- الصفحة الرئيسية